# Pterygotrigla draiggoch
Pterygotrigla draiggoch är en fiskart som beskrevs av Richards, Yato och Last 2003. Pterygotrigla draiggoch ingår i släktet Pterygotrigla och familjen knotfiskar. Inga underarter finns listade i Catalogue of Life.